# Río Izarilla
El río Izarilla es una corriente fluvial de Cantabria (España). Nace en las proximidades de Cuenca Vítor, en la vertiente septentrional de la sierra de Híjar, y discurre por el desagüe de una pequeña cuenca glaciar del Jurásico. Pasa por las localidades de Población de Suso, Suano, Izara, Villaescusa, Matamorosa y Reinosa, donde se une al río Ebro ya en la cola de su pantano. Su principal afluente es el arroyo Marlantes.
Su curso es rápido hasta Suano, donde alcanza el fondo del valle del Híjar. A partir de este punto, la corriente discurre entre tremedales y llanadas en las que forma muchos pequeños meandros. Al llegar a Matamorosa su cauce empieza a degradarse notablemente por efecto de la contaminación originada en esta localidad y la de Reinosa. 
En este río se encuentran truchas de pequeño tamaño, piscardos, y hasta la infestación por afanomicosis había buenas colonias de cangrejo de río europeo.